# Вейга, Карлуш
Карлуш Алберту Ванон ди Карвалью Вейга (порт. Carlos Alberto Wahnon de Carvalho Veiga; род. 21 октября 1949, Минделу, Кабо-Верде) — первый демократически избранный премьер-министр Кабо-Верде с 4 апреля 1991 до 29 июля 2000 года. Его сменил Антониу Гуалберту ду Розариу Алмада.

## Образование
Окончил среднюю школу в городе Прая, затем уехал в Португалию, где, в 1971 году, получил степень в области права на юридическом факультете Лиссабонского университета.

## Профессиональная деятельность
В 1972 году Карлуш Вейга переехал в Анголу, где прожил до 1974 года, работая в качестве хранителя записей актов гражданского состояния города Бие, Уамбо.
В 1975 году вернулся в Кабо-Верде и, по назначению Генерального прокурора, занял пост Генерального директора в Министерстве внутренних дел. Эту должность он занимал до 1980 года.
В 1980 году стал окружным судьёй округа Прая, а с 1981 по 1990 год работал адвокатом и юрисконсультом.
В 1985 году доктор Карлуш Вейга был избран депутатом Национальной Ассамблеи Кабо-Верде, где он вступил в Комитет по конституционным и правовым вопросам. Спустя три года был переизбран и стал голосом оппозиции против единой системы партии во главе с диктаторской и тоталитарной ПАИКВ (Африканская партия независимости Кабо-Верде). Доктор Карлуш Вейга боролся за демократические выборы в Кабо-Верде.
В 2001 и 2006 годах баллотировался на президентских выборах, но оба раза проиграл своему предшественнику на посту премьер-министра Педру Пирешу, причём выборы 2001 года проиграл, набрав 50,00% голосов, на 12 голосов меньше чем Педру пиреш.
Участвовал в президентских выборах 2021 года, на которых получил 42,4% голосов и уступил Жозе Мария Невешу.